# Pezoloma ericae
Pezoloma ericae är en svampart som först beskrevs av D.J. Read, och fick sitt nu gällande namn av Baral 2006. Pezoloma ericae ingår i släktet Pezoloma och familjen Leotiaceae.   Inga underarter finns listade i Catalogue of Life.